# Marzieh Afkham
Marzieh Afkham (en persan : مرضیه افخم), née le 11 janvier 1965 à Chiraz, Iran, est une diplomate iranienne choisie en 2013 comme porte-parole par le ministre des Affaires étrangères iranien. Elle est la première femme désignée à cette fonction de porte-parole de la diplomatie de la République islamique d’Iran. De même, en 2015, elle devient la première Iranienne depuis 1979 à devenir ambassadrice dans un pays étranger.

## Biographie
Marzieh Afkham travaille au sein du ministère des Affaires étrangères iranien depuis près de trente ans. En 2010, elle devient la directrice du Département des médias et de la diplomatie publique, et sa compétence est bien connue des équipes diplomatiques iraniennes. Elle parle couramment persan, anglais et français.
En août 2013, le ministère iranien des Affaires étrangères, dirigé par Mohammad Javad Zarif, annonce sa nomination comme porte-parole. C’est une première dans l’histoire de la République islamique iranienne et la décision est d’ailleurs mise en exergue sur Twitter par le président iranien, Hassan Rohani, lui-même.
Ce poste est d'autant plus important qu'il englobe la négociation sur le programme nucléaire iranien, dont la gestion vient d'être transférée du Conseil supérieur de sécurité nationale au ministère iranien des Affaires étrangères, et le rétablissement de relations normalisées avec les pays occidentaux.
Quelques députés ultraconservateurs ont réagi à cette nomination, notamment le hodjatoleslam Morteza Hosseini Shirazi, qui a déclaré à la presse que le clergé « pourrait s’opposer » à cette nomination et que son groupe parlementaire avait envoyé une « mise en garde », restée sans effet, au ministère des Affaires étrangères iranien.
En novembre 2015, elle est nommée ambassadrice d'Iran en Malaisie, devenant la première femme iranienne à occuper une fonction d'ambassadeur sous la République islamique (Mehrangiz Dowlatshahi l'avait été sous l'Empire entre 1975 et 1979).